# Clytiomya vaga
Clytiomya vaga là một loài ruồi trong họ Tachinidae.